# اندیس آنومالی زرشکوه
آنومالی زرشکوه یک اندیس چندفلزی است که در حوالی شهر معلمان استان سمنان قرار دارد و مادهٔ معدنی موجود در آن، طلا است.سنگ میزبان این اندیس آندزیت و تراکی آندزیت است  در این اندیس، پاراژنز‌های مس و طلا یافت می‌شوند.